# Campionati mondiali di karate 1984
La 7ª edizione dei campionati mondiali di karate si è svolta a Maastricht nel 1984. Hanno partecipato 930 karateka provenienti da 49 paesi.

## Medagliere
| Posizione | Nazione       | Oro | Argento | Bronzo | Totale |
| --------- | ------------- | --- | ------- | ------ | ------ |
| 1         | Regno Unito   | 4   | 1       | 3      | 8      |
| 2         | Giappone      | 3   | 2       | 2      | 7      |
| 3         | Francia       | 2   | 1       | 4      | 7      |
| 4         | Paesi Bassi   | 2   | 1       | 3      | 6      |
| 5         | Svezia        | 1   | 1       | 0      | 2      |
| 6         | Germania      | 1   | 0       | 1      | 2      |
| 7         | Italia        | 0   | 2       | 2      | 4      |
| 8         | Spagna        | 0   | 1       | 2      | 3      |
| 8         | Norvegia      | 0   | 1       | 2      | 3      |
| 10        | Taipei cinese | 0   | 1       | 1      | 2      |
| 11        | Messico       | 0   | 1       | 0      | 1      |
| 11        | Svizzera      | 0   | 1       | 0      | 1      |
| 13        | Finlandia     | 0   | 0       | 2      | 2      |
| 14        | Belgio        | 0   | 0       | 1      | 1      |
| 14        | Stati Uniti   | 0   | 0       | 1      | 1      |

## Podi

### Kata
| Posizione | Karateka      |
| --------- | ------------- |
| 1         | T. Sakumoto   |
| 2         | M. Koyama     |
| 3         | E. Karamitsos |

| Posizione | Karateka    |
| --------- | ----------- |
| 1         | M. Nakayama |
| 2         | S. Takagi   |
| 3         | M. Chu      |

### Kumite
| Posizione | Karateka     |
| --------- | ------------ |
| 1         | Dirk Betzien |
| 2         | Nicola Simmi |
| 3         | I. Alberto   |
| 3         | S. Hasegawa  |

| Posizione | Karateka        |
| --------- | --------------- |
| 1         | R. Malave       |
| 2         | I. Lugo         |
| 3         | R. Van Loon     |
| 3         | M. Van Reyboeck |

| Posizione | Karateka     |
| --------- | ------------ |
| 1         | J. Collins   |
| 2         | G. Rodroguez |
| 3         | C. Hackett   |
| 3         | F. Hita      |

| Posizione | Karateka    |
| --------- | ----------- |
| 1         | T. Stelling |
| 2         | J. Gomez    |
| 3         | S. Serfati  |
| 3         | Y. Uchida   |

| Posizione | Karateka      |
| --------- | ------------- |
| 1         | P. McKay      |
| 2         | Otti Roethoff |
| 3         | Dudley Josepa |
| 3         | G. Sacchi     |

| Posizione | Karateka           |
| --------- | ------------------ |
| 1         | J. Atkinson        |
| 2         | Claudio Guazzaroni |
| 3         | M. Di Luigi        |
| 3         | Marc Pyree         |

| Posizione | Karateka       |
| --------- | -------------- |
| 1         | Emmanuel Pinda |
| 2         | P. Ruggiero    |
| 3         | Vic Charles    |
| 3         | Jyri Kauria    |

| Posizione | Karateka      |
| --------- | ------------- |
| 1         | Sophie Berger |
| 2         | Anita Myhren  |
| 3         | K. Friedr     |
| 3         | C. Girardet   |

| Posizione | Karateka    |
| --------- | ----------- |
| 1         | T. Konishi  |
| 2         | K. Wang     |
| 3         | B. Morris   |
| 3         | Sari Nybäck |

| Posizione | Karateka        |
| --------- | --------------- |
| 1         | Guus van Mourik |
| 2         | Y. Bryan        |
| 3         | Kari Lunde      |
| 3         | Stine Nygård    |

| Posizione | Nazione     |
| --------- | ----------- |
| 1         | Regno Unito |
| 2         | Svezia      |
| 3         | Spagna      |
| 3         | Francia     |

## Fonti
- (EN) Sito della Federazione Mondiale di Karate, su wkf.net.